# Paramsacta pura
Paramsacta pura är en fjärilsart som beskrevs av Gustaaf Hulstaert 1923. Paramsacta pura ingår i släktet Paramsacta och familjen björnspinnare. Inga underarter finns listade i Catalogue of Life.

## Bildgalleri

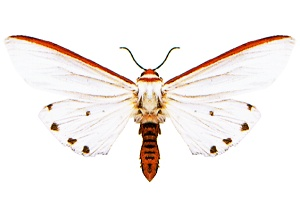